# Estudio (pintura)

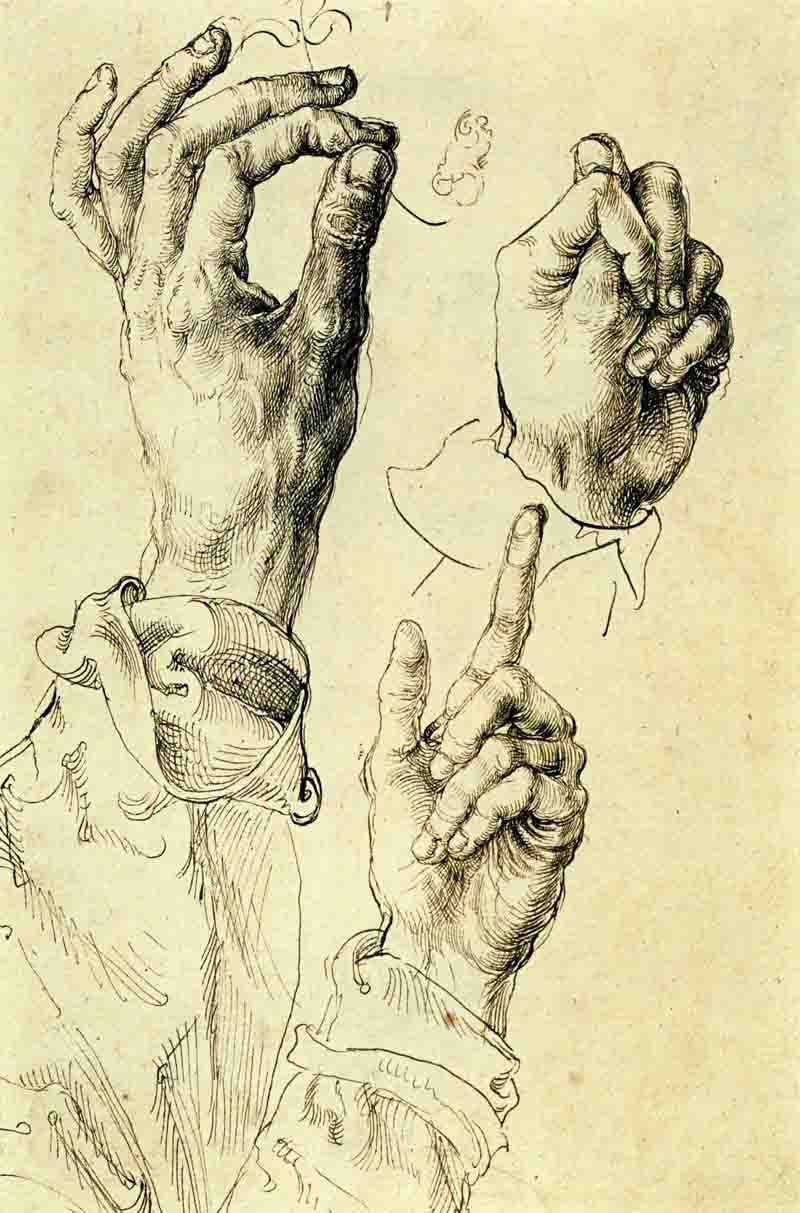
Estudio de manos por Alberto Durero, comienzos del.

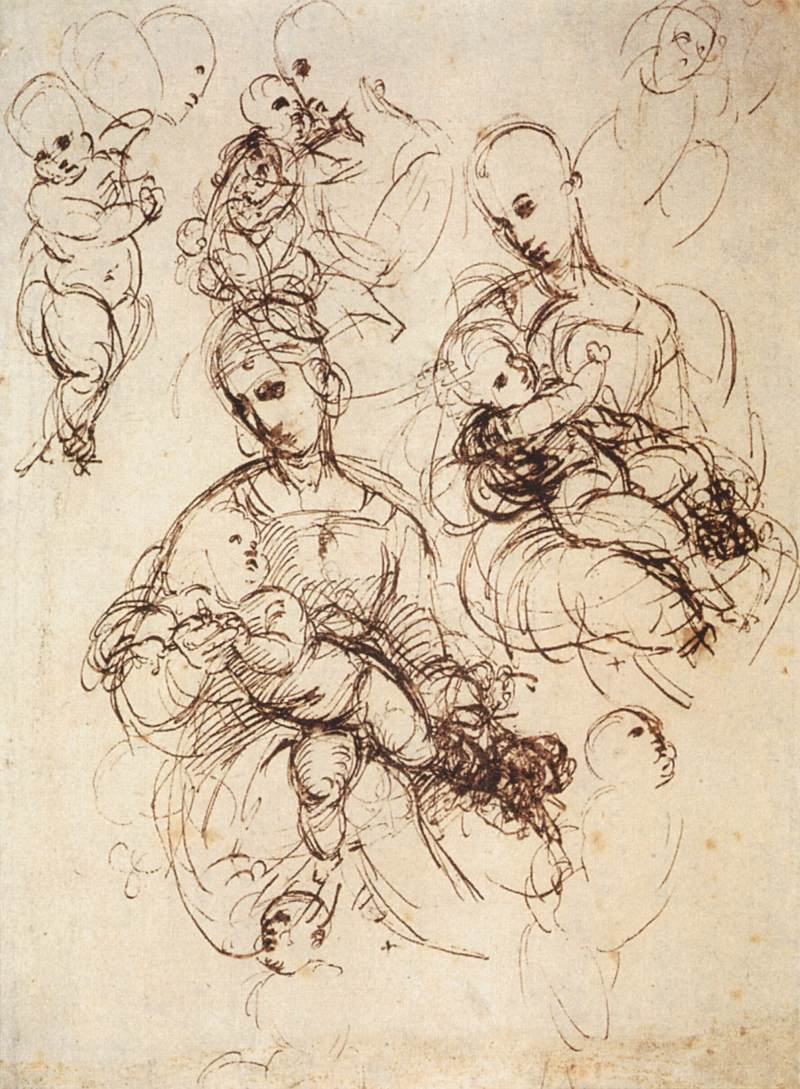
Estudio para una Madonna col Bambino ("Virgen con el Niño") de Rafael, ca. 1507.

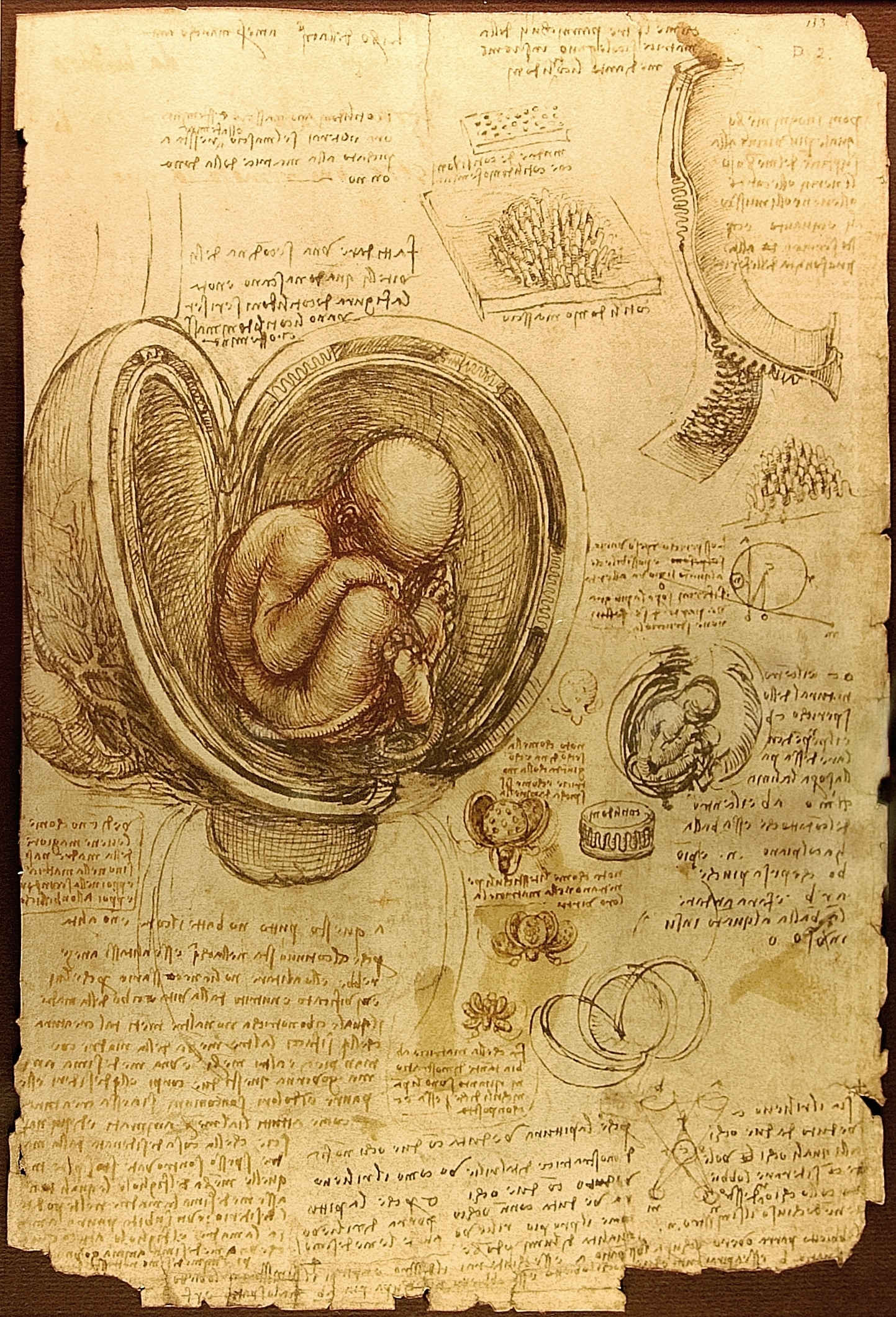
Estudio de fetos humanos por Leonardo da Vinci, ca. 1510-1513, tinta sobre tiza roja, 12 x 8" (30.5 × 20 cm), Royal Library, Windsor Castle.

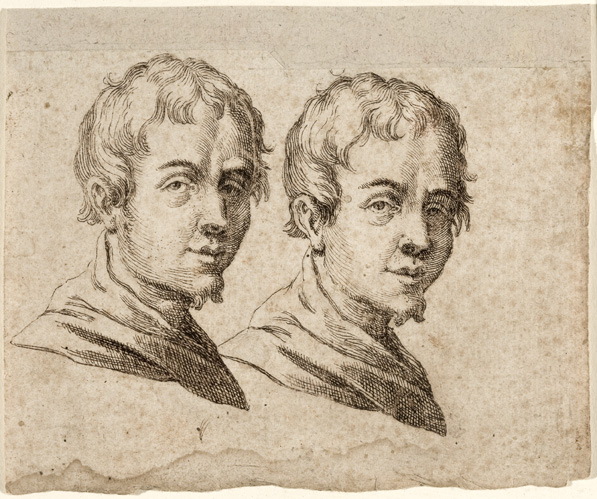
Estudios de cabezas de adolescente, de Aegidius Sadeler, finales del o comienzos del.

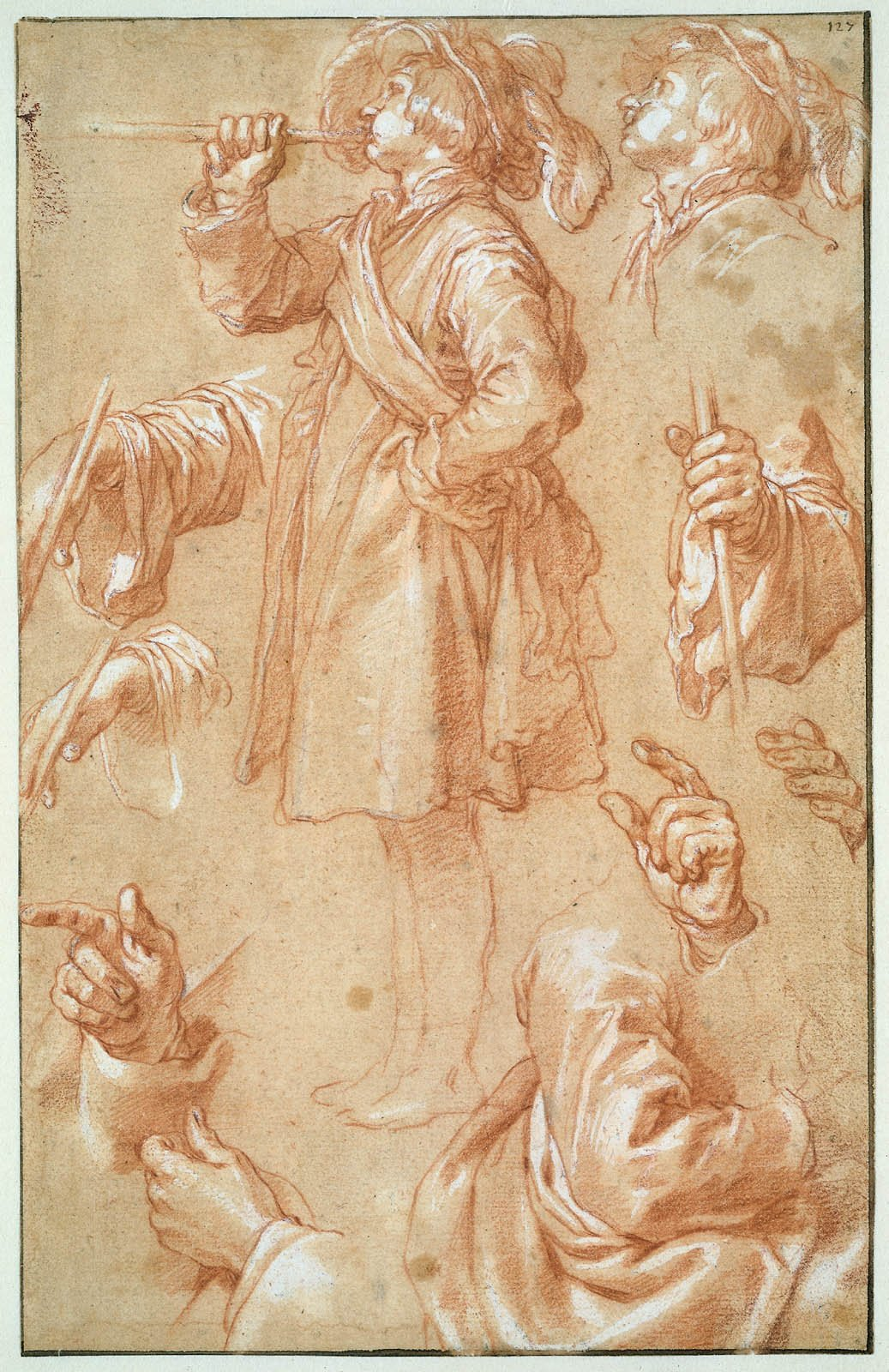
Estudio de manos, brazos, cabeza y cuerpo entero para un trompetero, de Abraham Bloemaert, ca. 1626

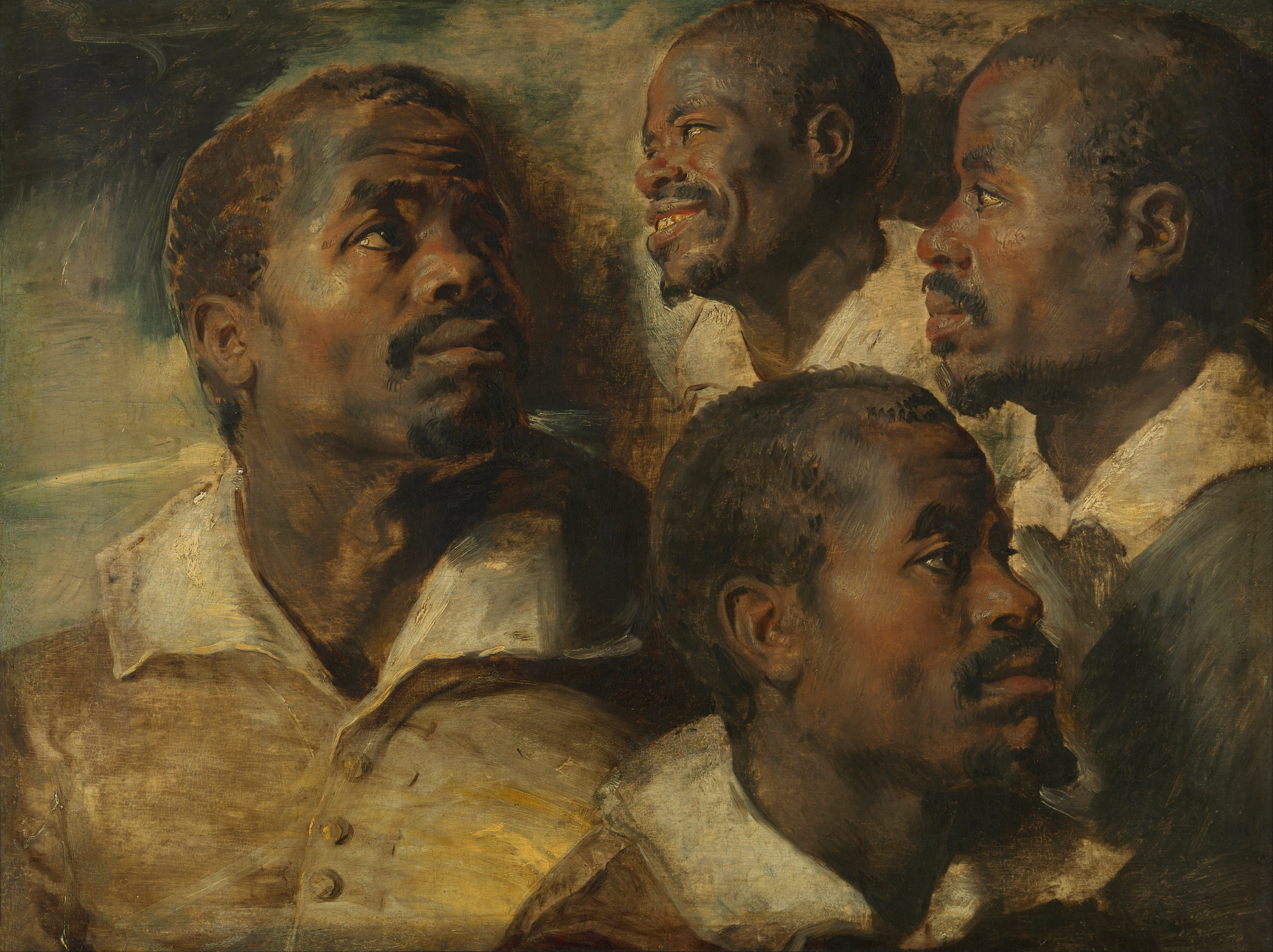
Cuatro estudios de la cabeza de un moro, de Rubens, 1640.

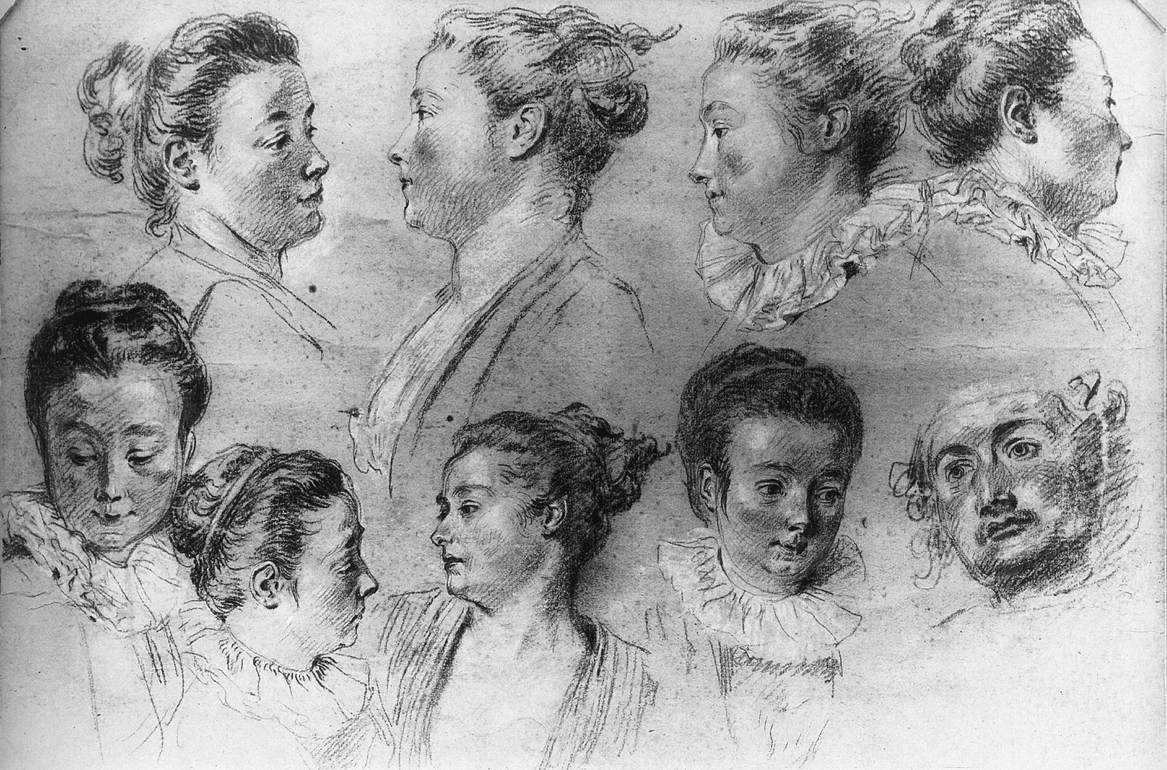
Estudios de cabezas femeninas, de Watteau, primeras décadas del.

Estudio es la denominación que se da al croquis preparatorio de una obra pictórica (en cuyo caso también se denomina "boceto"), o a la nota visual que toma el pintor (en cuyo caso también se denomina "apunte"). Puede ser tanto un dibujo como un trabajo más complejo realizado con cualquier tipo de técnica (estudio al óleo).
Los pintores realizan estudios para entender los problemas que suscita una obra y planear los elementos que terminarán componiéndola, en aspectos tales como la luz, el color, la forma, la perspectiva y la composición.
En algunos casos, el estudio alcanza mayor impacto que la obra terminada, a causa de la frescura del trabajo del artista mientras explora el tema. La excitación del descubrimiento puede dar vitalidad a un estudio, a lo que puede ayudar los cambios y arrepentimientos del artista. A veces el pintor yuxtapone o superpone variaciones del mismo o distintos asuntos, o añade notas escritas, conservando o cambiando la verticalidad, o aprovecha zonas que habían quedado vacías en un estudio previo (incluyendo el reverso); todo lo cual permite comprender mejor el proceso de su trabajo pictórico.
El arte conceptual del siglo XX, en el que el proceso creativo en sí mismo es el tema de la obra, elimina la diferencia entre estudio y obra terminada, que no tiene por qué ser ningún objeto material.
Se han conservado estudios pictóricos de los grandes maestros del Pleno Renacimiento italiano; como por ejemplo algunos de Miguel Ángel. En uno de ellos, para la Sibila libia del techo de la Capilla Sixtina, puede apreciarse que la composición definitiva estaba basada inicialmente en un modelo masculino; en otro, para la Deposición, que una figura femenina se concibió inicialmente como un desnudo adolescente. De Leonardo se conservan numerosos estudios, la mayor parte encuadernados, junto con todo tipo de notas y observaciones (Códice Atlántico, Códices Madrid I-II, Códice Hammer, Códice sobre el vuelo de los pájaros, Codex Trivulzianus, Codex Arundel); entre otros, se conservan algunos que permiten comprobar cómo estudiaba variaciones en la postura de las manos de La Gioconda o el movimiento de los caballos de La batalla de Anghiari. De Rafael se ha conservado un gran conjunto de estudios preparatorios y cartones, que permiten reconstruir sus técnicas y proceso creativo.
A mediados del siglo XV pertenecen los estudios que se conservan de Rogier van der Weyden, y a la primera mitad de ese mismo siglo los de Pisanello, encuadernados en el Codex Vallardi. Hay códices más antiguos que contienen dibujos que pueden considerarse estudios, como el de Villard de Honnecourt (primera mitad del siglo XIII).
Se conservan notables estudios de grandes maestros de las diferentes épocas del arte de la Edad Moderna, como El Bosco, Durero, Tiziano, Rubens, Ribera, Velázquez, Rembrandt, Poussin, Mengs, Fragonard, Reynolds o Gainsborough. Muy particular estudio han recibido los estudios preparatorios de Goya, que recogió en varios cuadernos (llamados Cuaderno italiano, Álbum A o pequeño de Sanlúcar, Álbum B" o de Sanlúcar-Madrid, C, D... hasta el H).
Mucho más abundantes son los que se han conservado de los maestros de la pintura contemporánea.

Estudio preparatorio frente a la obra final
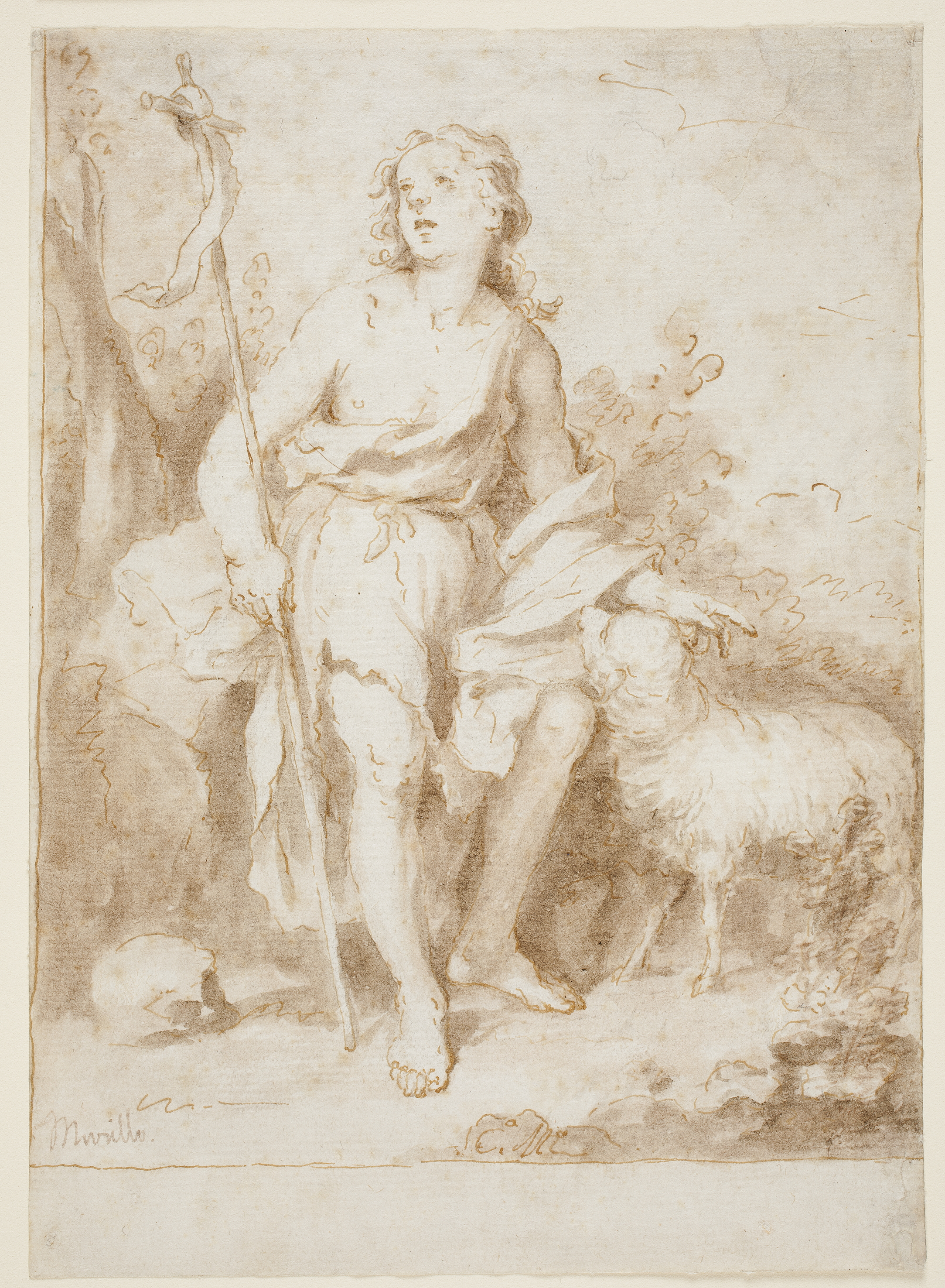
San Juan Bautista, niño, Murillo, segunda mitad del siglo XVII. Aguada parda, pluma sobre papel agarbanzado, 205 × 148 mm. Madrid, Museo del Prado, Gabinete de Dibujos, Estampas y Fotografías.
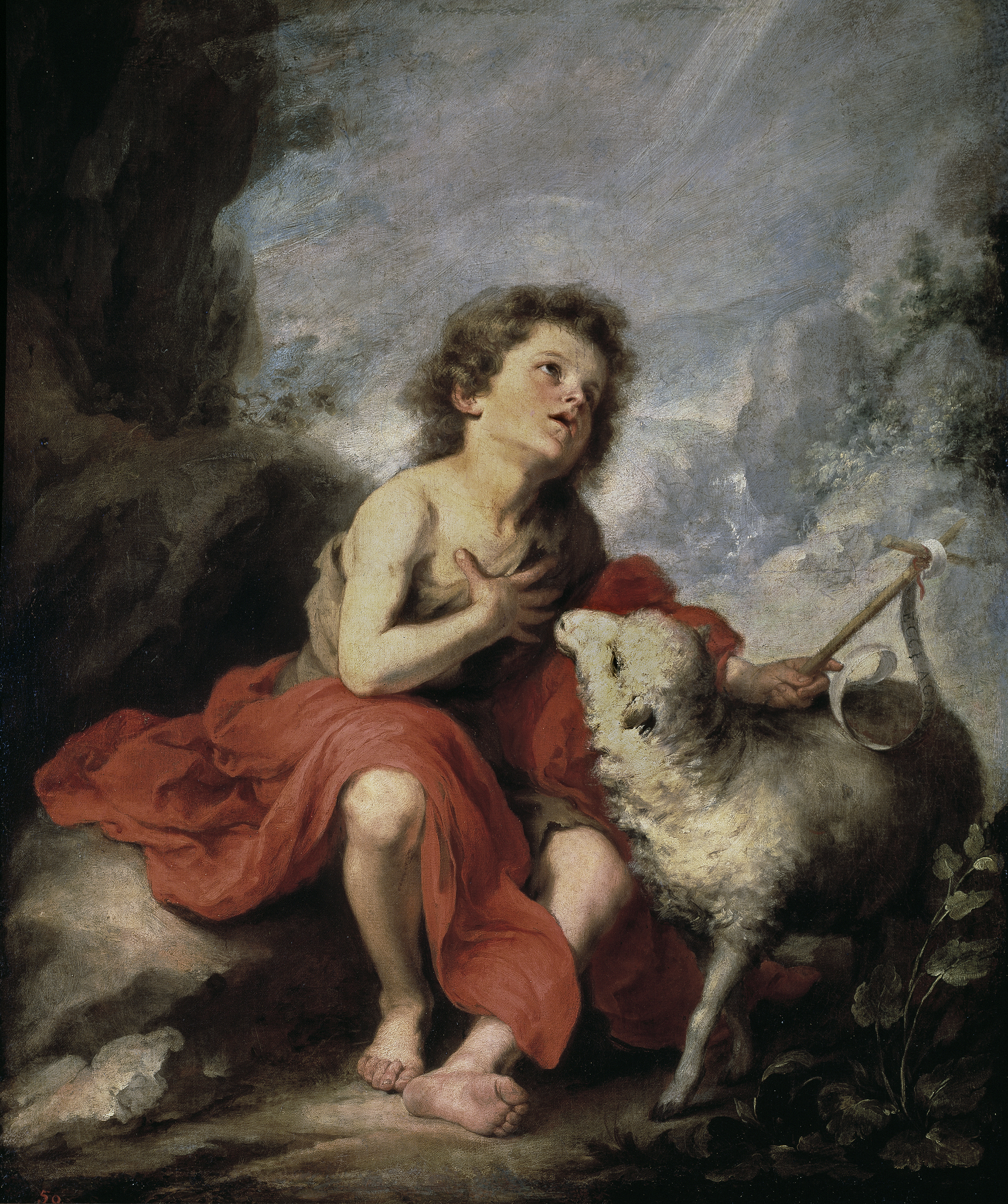
San Juan Bautista niño, Murillo, ca. 1670. Óleo sobre lienzo, 121 × 99 cm. Museo del Prado.

Cabeza de Minerva, Elihu Vedder, 1896. Estudio preparatorio. Óleo sobre lienzo, 125 × 80 cm
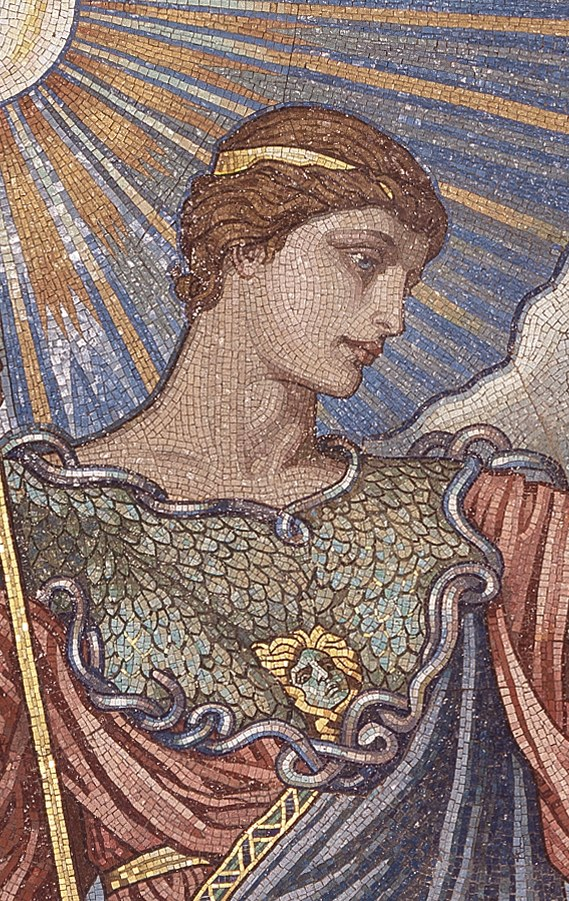
Detalle del mosaico Minerva de la Paz, Elihu Vedder, 1896. Visitor's Gallery, Library of Congress Thomas Jefferson Building, Washington, D.C.